# La Villedieu, Creuse
La Villedieu là một xã thuộc tỉnh Creuse trong vùng Nouvelle-Aquitaine miền trung nước Pháp.

## Dân số
| 1962                                                    | 1968 | 1975 | 1982 | 1990 | 1999 | 2006 |
| ------------------------------------------------------- | ---- | ---- | ---- | ---- | ---- | ---- |
| 67                                                      | 91   | 72   | 55   | 53   | 43   | 48   |
| Census count starting from 1962 Dân số không tính trùng |      |      |      |      |      |      |